# Nadine Horchler
Nadine Horchler (Ottlar (Bad Arolsen), 21 juni 1986) is een voormalig Duitse biatlete. Op 1 maart 2020 besloot ze op 33-jarige leeftijd een einde achter haar loopbaan te zetten. In maart 2019 liep ze haar laatste wedstrijd op wereldbekerniveau. 

## Carrière
Bij haar wereldbekerdebuut, in maart 2011 in Oslo, scoorde Horchler direct wereldbekerpunten. In december 2012 behaalde ze in Hochfilzen haar eerste toptienklassering in een wereldbekerwedstrijd. Op de wereldkampioenschappen biatlon 2013 in Nové Město eindigde de Duitse als 28e op de 15 kilometer individueel en als 84e op de 7,5 kilometer sprint.
Op 21 januari 2017 boekte Horchler in Antholz haar eerste wereldbekerzege.

## Resultaten

### Wereldkampioenschappen
| Jaar | Plaats     | Onderdeel   | Onderdeel | Onderdeel     | Onderdeel  | Onderdeel | Onderdeel          | Onderdeel |
| Jaar | Plaats     | Individueel | Sprint    | Achtervolging | Massastart | Estafette | Gemengde estafette |           |
| ---- | ---------- | ----------- | --------- | ------------- | ---------- | --------- | ------------------ | --------- |
| 2013 | Nové Město | 28e         | 84e       | –             | –          | –         | –                  |           |
| 2017 | Hochfilzen | –           | 46e       | 32e           | –          | –         | –                  |           |

### Wereldbeker
Eindklasseringen
| Seizoen   | Algemeen | Individueel | Sprint | Achtervolging | Massastart |
| --------- | -------- | ----------- | ------ | ------------- | ---------- |
| 2010/2011 | 80e      | -           | 77e    | 64e           | -          |
| 2011/2012 | 80e      | -           | 72e    | 71e           | -          |
| 2012/2013 | 25e      | 29e         | 23e    | 22e           | 34e        |
| 2013/2014 | 79e      | -           | 77e    | 68e           | -          |
| 2015/2016 | 78e      | -           | 83e    | 70e           | -          |
| 2016/2017 | 44e      | 42e         | 63e    | 43e           | 27e        |
| 2017/2018 | 72e      | -           | 89e    | 54e           | -          |
| 2018/2019 | 82e      | 47e         | -      | 78e           | -          |
| 2019/2020 | -        | -           | -      | -             | -          |

Wereldbekerzeges
| Nr.         | Datum           | Plaats      | Onderdeel          |
| Individueel | Individueel     | Individueel | Individueel        |
| ----------- | --------------- | ----------- | ------------------ |
| 1.          | 21 januari 2017 | Antholz     | 12,5 km massastart |
| Estafettes  |                 |             |                    |
| 1.          | 20 januari 2013 | Antholz     | 4x6 km estafette   |
| 2.          | 5 maart 2017    | Pyeongchang | 4x6 km estafette   |